# Fred Kerley
Fredrick Kerley (født 7. maj 1995 i Taylor, Texas) er en atlet fra USA, der konkurrerer i sprintløb, hovedsageligt 400 meter.
Han vandt sølvmedalje på 100 meter, da han repræsentererede han USA under sommer-OL 2020 i Tokyo.